# Meeussen
Meeussen was een Belgisch autobedrijf in Antwerpen.
De gebroeders Meeussen bouwden tussen 1955 en 1972 een zestal Volkswagen Kevers om tot bestelauto's. Men verkocht deze onder eigen naam. Een dusdanig specialistisch product had maar een beperkte afzetmogelijkheid, temeer daar er een scherpe concurrentie was van gevestigde waarden als Volkswagen (de Transporter) en Ford (de Transit). 
Het idee voor de productie ontstond toen ze een Kever met ongevalschade aan de achterzijde oplapten tot een volwaardige Kevercombi.